# Port lotniczy Wŏnsan
Port lotniczy Wŏnsan (kor. 해주공항) – port lotniczy w mieście Wŏnsan, w Korei Północnej. Jest administrowany przez Koreańską Armię Ludową. Jest używane zarówno do celów wojskowych, jak i cywilnych.